# معهد المستقبل العالي للهندسة والتكنولوجيا بالمنصورة
معهد المستقبل العالي للهندسة والتكنولوجيا بالمنصورة هو معهد عالي خاص خاضع لإشراف وزارة التعليم العالي المصرية. وهو المعهد الوحيد بمنطقة الدلتا الذي يمنح بكالوريوس تخصص الهندسة الميكانيكية.

## النشأة
أنشئ معهد المستقبل العالى للهندسة والتكنولوجيا بالمنصورة بالقرار الوزارى رقم 3828 بتاريخ 15/7/2017.

## الرؤية والرسالة
إعداد خريج متميز قادر على التحليل والإبداع والإبتكار لمواكبة التطور في المجالات التكنولوجية بما يتماشى مع احتياجات السوق المحلي والدولي، وتنمية الموارد البشرية، والسعي لتقديم خدمات تعليمية متطورة ومتميزة، وكسب ثقة المجتمع، والارتقاء بالمؤسسة التعليمية، والتميز في آليات ضمان جودة العملية التعليمية والبحثية وفق المعايير المحددة، وخدمة قضايا البحث العلمي والمجتمع المدني بشكل تصاعدى ومستمر خلال فترة زمنية قصيرة تؤدي إلى الاعتماد.

## أقسام المعهد
١.قسم الهندسة المدنية
٢.قسم الهندسة المعمارية
٣.قسم الهندسة الميكانيكية

## آلية التعليم
مدة الدراسة بالمعهد خمسة سنوات بفصلين دراسيين لكل سنة، منها سنة إعدادية عامة، وأربعة سنوات للتخصص، يمنح بعد ذلك الطالب درجة البكالوريوس في التخصص الذي اختاره بختم معالي وزير التعليم العالي، ويقيد في نقابة المهندسين. ويلتزم المعهد بتطبيق الخطة والمناهج الدراسية المقررة من وزارة التعليم العالي، وتخضع امتحاناته لإشرافها.